# 許泰熙
許泰熙（韓語：허태희，1980年4月7日—），韓國男演員。

## 演出作品

### 電視劇
- 2005年：MBC《新進社員》
- 2008年：MBC《之前&之後整形外科》
- 2008年：SBS《玻璃之城》
- 2008年：KBS《最強七迂》
- 2008年：MBC《愛的謊言》
- 2008年：SBS《明星的戀人》飾演 恩英的相親對象
- 2009年：KBS《拜託小姐》
- 2010年：MBC《Pasta》飾演 韓尚植
- 2010年：KBS《灰姑娘的姐姐》飾演 恩祖的相親對象（客串）
- 2010年：MBC《黃金魚》飾演 賢真的相親對象（客串）
- 2010年：SBS《Coffee House》飾演 出版社的職員
- 2010年：SBS《秘密花園》飾演 被羅琳用英語教訓的眼鏡男（客串）
- 2010年：SBS《雅典娜：戰爭女神》飾演 寶兒的經紀人
- 2011年：MBC《我的公主》飾演 秘書
- 2011年：KBS《浪漫小鎮》飾演 孫震彪
- 2011年：tvN《需要浪漫》飾演 金泰俞
- 2011年：KBS《烏鵲橋兄弟》飾演 崔賢旭
- 2011年：SBS《太陽的新娘》飾演 藝蓮的相親對象
- 2012年：tvN《需要浪漫2》飾演 金泰俞
- 2012年：MBC《黃金時刻》飾演 高載沅
- 2013年：tvN《瘋狂愛情》飾演 李民宰
- 2013年：MBC《韓國小姐》飾演 尹室長
- 2014年：OCN《壞小子們》飾演 張檢察官
- 2016年：SBS《大撲》飾演 尚吉
- 2017年：OCN《Black》
- 2018年：MBC《牽著手，看夕陽西下》飾演 崔俊
- 2019年：MBC《春天來了，春天》飾演 尹真宇
- 2019年：JTBC《Legal High》
- 2019年：tvN《Black Dog》飾演 河秀賢
- 2020年：TV朝鮮《風雲碑》

### 電影
- 2008年：《電影是電影》
- 2009年：《執行者》

### 綜藝
- 2015年：SBS《Running Man》EP271-272

## 外部連結
- NAVER （页面存档备份，存于）